# Frederico II, Grão-Duque de Baden
Frederico II, Grão-Duque de Baden (Frederico Guilherme Luís Leopoldo Augusto; em alemão: Friedrich Wilhelm Ludwig Leopold August; Karlsruhe, 9 de julho de 1857 — Badenweiler, 8 de agosto de 1928) foi o último grão-duque de Baden. E também foi o penúltimo monarca alemão a ser deposto na revolução alemã. 
Filho mais velho de Frederico I de Baden e da princesa Luísa da Prússia (a única filha do imperador Guilherme I da Alemanha), Frederico se tornou grão-duque com a morte de seu pai, em 28 de setembro de 1907. Enquanto ainda era um estudante da Universidade de Heidelberg, serviu como membro do Corpo de Estudantes Alemães, uma organização estudantil. Frederico também teve uma carreira militar e recebeu, entre outras ordens, a Cruz de Ferro.
No dia 20 de setembro de 1885, Frederico desposou a princesa Hilda de Nassau, a única filha do grão-duque Adolfo de Luxemburgo. Não houve, contudo, descendência com esta união.
Após a sua morte em 1928, a chefia da Casa de Baden passou para o seu primo direito, o príncipe Maximiliano de Baden (Max), que foi o último Chanceler do Império Alemão.